# Witalij Kałojew
Witalij Kałojew, oset. Калоты Къостайы фырт Витали (ur. 15 stycznia 1956 w Ordżonikidze) – rosyjski, radziecki architekt i wiceminister budownictwa i architektury w Republice Osetii Północnej od 2008.

## Życiorys
Ukończył z wyróżnieniem szkołę średnią. Studiował w technikum budowlanym, służył w wojsku. Po zwolnieniu wstąpił na Wydział Architektury i Budownictwa Północnokaukaskiego Instytutu Górnictwa i Hutnictwa. Jednocześnie pracował jako brygadzista na budowie. Po ukończeniu studiów uzyskał dyplom z architektury. W 1999 roku podpisał kontrakt z firmą budowlaną i wyjechał do Hiszpanii, gdzie pracował jako architekt projektując domy dla osób pochodzenia osetyjskiego.
1 lipca 2002 stracił żonę i dwójkę dzieci w katastrofie lotniczej nad Überlingen. W 2004 Kałojew  zabił kontrolera ruchu lotniczego Petera Nielsena, uznając go za odpowiedzialnego za tragedię. Został uznany winnym zabójstwa z premedytacją w 2005 roku i sąd w Szwajcarii wymierzył mu karę 8 lat pozbawienia wolności. 8 listopada 2007 decyzją sądu  został zwolniony z więzienia za wzorowe zachowanie po odbyciu części kary.
W 2008 został mianowany na stanowisko wiceministra budownictwa i architektury Republiki Osetii Północnej.